# Сыр (деревня)
 Сыр  — деревня в Жарковском муниципальном округе Тверской области.

## География
Находится в юго-западной части Тверской области на расстоянии приблизительно 30 км по прямой на запад по прямой от районного центра поселка Жарковский на правом берегу реки Межа.

## История
Деревня уже была отмечена на карте 1846—1863 годов. В 1859 году здесь (территория Поречского уезда Смоленской губернии было учтено 6 дворов, в 1927 — 21. До 2022 года входила в состав ныне упразднённого Новосёлковского сельского поселения.

## Население
Численность населения: 39 человек (1859 год), 21 (русские 100 %) в 2002 году, 26 в 2010.